# Port lotniczy Praslin
Port lotniczy Praslin (IATA: PRI, ICAO: FSPP) – port lotniczy położony na wyspie Praslin, w  miejscowości Grand’ Anse. Jest drugim co do wielkości portem lotniczym na Seszelach. 
Lotnisko obsługuje kilka do kilkunastu regularnych połączeń krajowych dziennie liniami Air Seychelles z międzynarodowym portem lotniczym Mahé.

## Linie lotnicze i połączenia
| Linia lotnicza | Kierunek |
| -------------- | -------- |
| Air Seychelles | 1. Mahé  |